# 第50回全米映画批評家協会賞
50th NSFC Awards

作品賞: 

 スポットライト 世紀のスクープ 
第50回全米映画批評家協会賞は2015年の映画を対象としており、2016年1月4日に発表された。

## 受賞結果
※（）内は決選投票での得票数

### 作品賞
- 1位 - 『スポットライト 世紀のスクープ』 (トム・マッカーシー監督) (23)
  - 2位 - 『キャロル』 (トッド・ヘインズ監督) (17)
  - 3位 - 『マッドマックス 怒りのデス・ロード』 (ジョージ・ミラー監督) (13)

### 監督賞
- 1位 - トッド・ヘインズ - 『キャロル』 (21)
  - 2位 - トム・マッカーシー - 『スポットライト 世紀のスクープ』 (21)
  - 3位 - ジョージ・ミラー - 『マッドマックス 怒りのデス・ロード』 (20)

### 主演男優賞
- 1位 - マイケル・B・ジョーダン - 『クリード チャンプを継ぐ男』 (29)
  - 2位 - ルーリグ・ゲーザ - 『サウルの息子』 (18)
  - 3位 - トム・コートネイ - 『さざなみ』 (15)

### 主演女優賞
- 1位 - シャーロット・ランプリング - 『さざなみ』 (57)
  - 2位 - シアーシャ・ローナン - 『ブルックリン』 (30)
  - 3位 - ニーナ・ホス - 『あの日のように抱きしめて』(22)

### 助演男優賞
- 1位 - マーク・ライランス - 『ブリッジ・オブ・スパイ』 (56)
  - 2位 - マイケル・シャノン - 『ドリーム ホーム 99%を操る男たち』 (16)
  - 3位 - シルヴェスター・スタローン - 『クリード チャンプを継ぐ男』 (14)

### 助演女優賞
- 1位 - クリステン・スチュワート - 『アクトレス〜女たちの舞台〜』 (53)
  - 2位 - アリシア・ヴィキャンデル - 『エクス・マキナ』 (23)
  - 3位 - ケイト・ウィンスレット - 『スティーブ・ジョブズ』 (17)

### 脚本賞
- 1位 - トム・マッカーシー、ジョシュ・シンガー - 『スポットライト 世紀のスクープ』 (24)
  - 3位 - チャーリー・カウフマン - 『アノマリサ』 (15)
  - 3位 - アダム・マッケイ、チャールズ・ランドルフ - 『マネー・ショート 華麗なる大逆転』 (15)

### 撮影賞
- 1位 - エドワード・ラックマン - 『キャロル』 (25)
  - 2位 - 李屏賓 - 『黒衣の刺客』 (22)
  - 3位 - ジョン・シール - 『マッドマックス 怒りのデス・ロード』 (12)

### 外国語映画賞
- 1位 - 『禁じられた歌声』 モーリタニア (22)
  - 2位 -『あの日のように抱きしめて』 ドイツ (20)
  - 3位 -『黒衣の刺客』 台湾 (16)

### ノンフィクション映画賞
- 1位 - 『AMY エイミー』 (23)
  - 2位 - 『ジャクソン・ハイツ』(18)
  - 3位 - 『シーモアさんと、大人のための人生入門』(15)

### 映画遺産賞
- 『Tell It Like It Is: Black Independents in New York, 1968-1986』
- アソシエーション・チャップリン
- The Criterion Collection and L'Immagine Ritrovata